# 七龍珠 最強之道
《七龍珠 最強之道》（日語：ドラゴンボール 最強への道，英语: Dragon Ball: The Path to Ultimate Power），是七龍珠在1996年3月2日上映的第17部劇場版動畫。劇場版的劇情是改編自原作漫畫中的「找尋七龍珠篇」與「紅領巾軍篇」，部份劇情與原著的漫畫略有不同。本劇場版在《龍珠Z 神與神》上映之前原本是七龙珠系列最后一部劇場版。

## 配音員
- 孫悟空：野澤雅子（日本）、楊凱凱（台灣）
- 布瑪：鹤弘美（日本）、許淑嬪（台灣）
- 烏龍：龍田直樹（日本）、劉傑（台灣）
- 飲茶：古谷徹（日本）、于正昌（台灣）
- 普兒：渡邊菜生子（日本）、許淑嬪（台灣）
- 龜仙人：愛川欽也（日本）、趙明哲（台灣）
- 海龜：郷里大輔（日本）、劉傑（台灣）
- 人造人8號：飯塚昭三（日本）、于正昌（台灣）
- 紅總帥、神龍：内海賢二（日本）、于正昌（台灣，紅總帥）
- 黑参謀、白將軍的手下：佐藤正治（日本）、趙明哲（台灣）
- 藍將軍：島田敏（日本）、趙明哲（台灣）
- 白將軍、巨大魚：掛川裕彦（日本）、劉傑（台灣，白將軍）
- 金屬中士：江川央生（日本）、趙明哲（台灣）
- 旁白：八奈見乘兒（日本）、趙明哲（台灣）

## 主題歌
片尾曲「心漸漸被你吸引」（DAN DAN 心魅かれてく）
作詞：坂井泉水　作曲：織田哲郎　編曲：葉山たけし　歌：FIELD OF VIEW

## 工作人員
- 製作總指揮：高岩淡、安齊富夫、泊懋
- 原作：鳥山明
- 企劃：森下孝三、蛭田成一、清水賢治、金田耕司、週刊少年ジャンプ
- 製作担当：杉本隆一
- 劇本：松井亞弥
- 音樂：徳永暁人
- 撮影監督：坂西勝
- 編輯：福光伸一
- 録音：二宮健治
- 美術設計：辻忠直
- 美術監督：東潤一
- 作畫監督：山室直儀
- 監督：山内重保
- 原畫：細田守、須田正己、木下ゆうき、舘直樹、相澤昌弘、小泉昇、上野ケン、山下高明、なかじまちゅうじ、中山久司、山室直儀
- 作畫監督補佐：稲上晃
- 宣傳協力：フジテレビ

## 相關商品
VHS/LD
1998年9月13日發售。
DVD
- DRAGON BALL 劇場版 DVDBOX DRAGON BOX THE MOVIES

2006年4月14日發售。
- DRAGON BALL THE MOVIES #14 ドラゴンボール 最強への道

2009年2月13日發售。
全彩漫畫
《七龍珠 最強之道》（ジャンプ・アニメコミックス ドラゴンボール 最強への道）是將動畫剪編而成的彩色漫畫，由集英社旗下的HOME社發行。臺灣是由東立出版社代理。
| 卷數 | 集英社        | 集英社             | 東立出版社    | 東立出版社         |
| 卷數 | 發售日期      | ISBN               | 發售日期      | ISBN               |
| ---- | ------------- | ------------------ | ------------- | ------------------ |
| 全   | 1996年5月22日 | ISBN 4-8342-1419-2 | 1999年8月30日 | ISBN 957-34-8270-3 |

## 外部連結
- 互联网电影数据库（IMDb）上《七龍珠 最強之道》的资料（英文）